# Лукас, Марсия
Марсия Лу Лукас (англ. Marcia Lou Lucas; 4 октября 1945, Модесто, Калифорния, США) — американская женщина-киномонтажёр и кинопродюсер. Обладательница премий «Оскар», за лучший монтаж в фильме «Звёздные войны. Эпизод IV: Новая надежда».

## Биография
Марсия Лукас Гриффин родилась 4 октября 1945 года в Модесто (штат Калифорния, США). Когда Марсии было 2 года, её родители развелись и девочка переехала вместе с мамой и сестрой в Северный Голивуд.

## Личная жизнь
В 1969 вышла замуж за кинорежиссёра Джорджа Лукаса. В 1981 году Марсия и Джордж удочерили девочку Аманду. После развода с Джорджем Лукасом в 1983 году она получила компенсацию в размере 50 миллионов долларов, а также совместную опеку над их дочерью.